# Oberste Heeresleitung

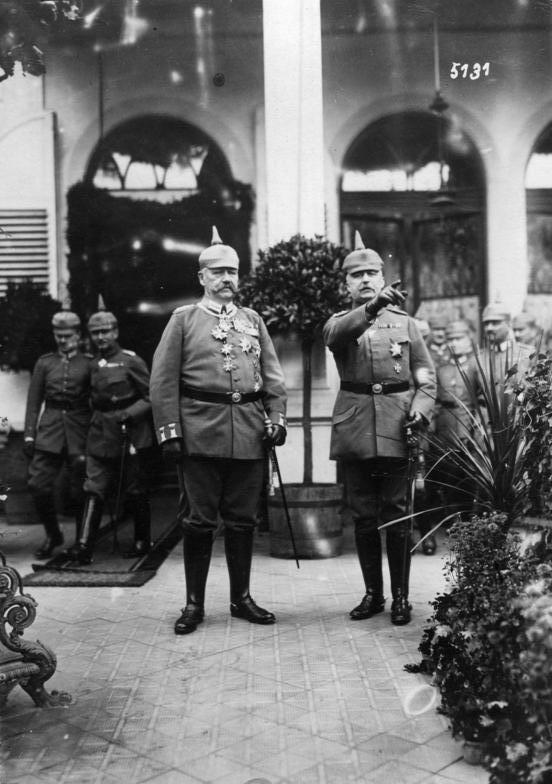
Les deux principaux chefs de l'OHL de 1916 à 1918 : Paul von Hindenburg et Erich Ludendorff, en 1917.

L’Oberste Heeresleitung (le « Commandement suprême de l'armée de Terre »), abrégé souvent en OHL, était l'échelon de commandement le plus haut de l'armée de terre allemande pendant la Première Guerre mondiale.
Dirigé théoriquement par l'empereur Guillaume II, il l'est en réalité par le chef de l'État-major général, poste auxquels se succèdent les généraux Moltke, puis Falkenhayn et enfin Hindenburg.

## Quartier général de l'empereur
L'empereur est à la tête de l'OHL ; son entourage porte l'appellation de « Grand Quartier général de Sa Majesté l'empereur et roi » (Grosses Hauptquartier seiner Majestät des Kaisers und Königs), créé officiellement par un ordre du cabinet militaire de l'empereur le 3 août 1914.

### L'empereur
Traditionnellement, le commandant suprême de l'armée prussienne est le roi de Prusse ; ce principe est étendu lors de la fondation de l'Empire allemand en 1871, l'empereur allemand (Deutscher Kaiser) devenant le commandant suprême de la marine de guerre (la Kaiserliche Marine) et de l'armée allemande (la Deutsches Heer) regroupant sous ses ordres les différentes armées (prussienne, bavaroise, saxonne, wurtembourgeoise, badoise, hessoise, etc.). L'empereur personnifie l'unité de l'Empire et donc l'unité du commandement : le chef de l'État-major général et le chef de l'État-major de la marine sont nommés par lui et ne sont responsables que devant lui. De plus, entre les militaires et l'empereur, sont détachés un certain nombre d'officiers de liaison, chargés de soutenir le point de vue du Grand État-Major face à Guillaume II, le dernier d'entre eux, Alfred Niemann, est nommé le 3 août 1918.  
De plus, la constitution fédérale du Reich assure à l'empereur le commandement nominal de l'armée impériale. De ce fait, l'OHL est placé sous ses ordres et travaille sous sa responsabilité.
L'empereur Guillaume II, bien qu'ayant pendant la Première Guerre mondiale le titre de « seigneur suprême de la guerre » (Oberste Kriegsherr), délègue cependant la totalité de la gestion militaire du conflit au généraux de l'OHL, ne prenant presque aucune décision opérative,. il en est de même pour certains des commandants des différentes armées, des chefs prestigieux (notamment plusieurs princes des familles régnantes) efficacement secondés par leur chef d'état-major, comme l'explique l'empereur à son fils héritier : « Je t'ai confié le commandement de la 5e armée. Tu auras comme chef d'état-major le général von Knobelsdorf. Ce qu'il te conseillera, tu le feras ». 
L'arrivée au commandement de l'OHL de Hindenburg, assisté de Ludendorff, remet en cause la réalité du rôle de l'empereur Guillaume II ; en effet, à partir du 29 août 1916, date de la nomination de Hindenburg au poste de chef de l'État-Major général, l'empereur n'exerce plus qu'une autorité nominale sur l'armée impériale allemande.
Ne prenant pas part aux décisions strictement militaires, l'empereur participe, seul ou avec ses homologues des puissances centrales, à un certain nombre de conférences entre les militaires et les responsables politiques des puissances centrales ; y assistent l'empereur, ses conseillers militaires, le chancelier et d'autres personnalités gouvernementales, et parfois des responsables politiques des alliés du Reich. Au cours de ces conférences, des traités de coopération entre alliés sont signés, des offensives sont planifiées. En 1918, plusieurs se tiennent en présence ou hors la présence des monarques étrangers alliés au Reich, l'une des dernières, connue comme la seconde conférence de Spa, se déroulant le 14 août 1918 ; au cours de cette conférence, la défaite du Reich est actée par les responsables militaires du Reich.

### État-major particulier
Au sein du quartier général, les plus proches collaborateurs de l'empereur forment son état-major particulier, composé de sa Maison militaire et de ses trois cabinets, institutions existant depuis le temps de paix.
La Maison militaire de l'empereur est composée de ses trois aides de camp généraux (Generaladjutant) Oskar von Chelius, Hans Georg von Plessen (qui est aussi le commandant du quartier général) et Moriz von Lyncker (qui est en même temps chef du cabinet militaire), de ses quatre officiers d'ordonnance, de plusieurs officiers adjoints et de ses deux médecins.
Les trois cabinets (Kabinett) de l'empereur sont celui des affaires militaires, celui de la marine et celui des affaires civiles. Le cabinet pour les affaires militaires (Militärkabinett) est un organe exécutif indépendant du ministère de la Guerre et de l'État-Major général composé de quatorze membres tous officiers ; son chef (Kabinettschef), le général Lyncker depuis 1908, présente à la signature de l'empereur les décisions (les « ordres supérieurs du cabinet » : Allerhöchste Kabinett Order, AKO) et les nominations aux commandements. Le cabinet de la marine (Marinekabinett) est l'équivalent pour la marine de guerre (la Kaiserliche Marine), avec l'amiral Georg Alexander von Müller comme chef depuis 1906. Le cabinet secret pour les affaires civiles (Geheimes Zivilkabinett) est composé de quinze membres chargés de donner des avis sur la politique intérieure et l'administration ; son chef depuis 1908 est Rudolf von Valentini.

### Autres membres
Une partie du gouvernement allemand quitte Berlin à la mi-août 1914 pour rester aux côtés de l'empereur :
- le chancelier Theobald von Bethmann Hollweg ;
- le ministre de la Guerre de Prusse Erich von Falkenhayn ;
- le représentant du secrétaire d'État à la marine ;
- le représentant du ministre des Affaires étrangères ;
- le secrétaire d'État aux colonies Wilhelm Solf.

S'y ajoutent les représentants des forces armées :
- le chef d'état-major général de l'armée en campagne Helmuth von Moltke ;
- le chef d'état-major de la marine Hugo von Pohl ;
- les officiers de liaison des armées des États confédérés disposant d'une armée autonome en temps de paix (Royaumes de Bavière, de Saxe et du Wurtemberg) ;
- les officiers de liaison des armées austro-hongroise, puis ottomane et bulgare, au fil de leur entrée dans le conflit[9].

## État-major général

### Le véritable commandant

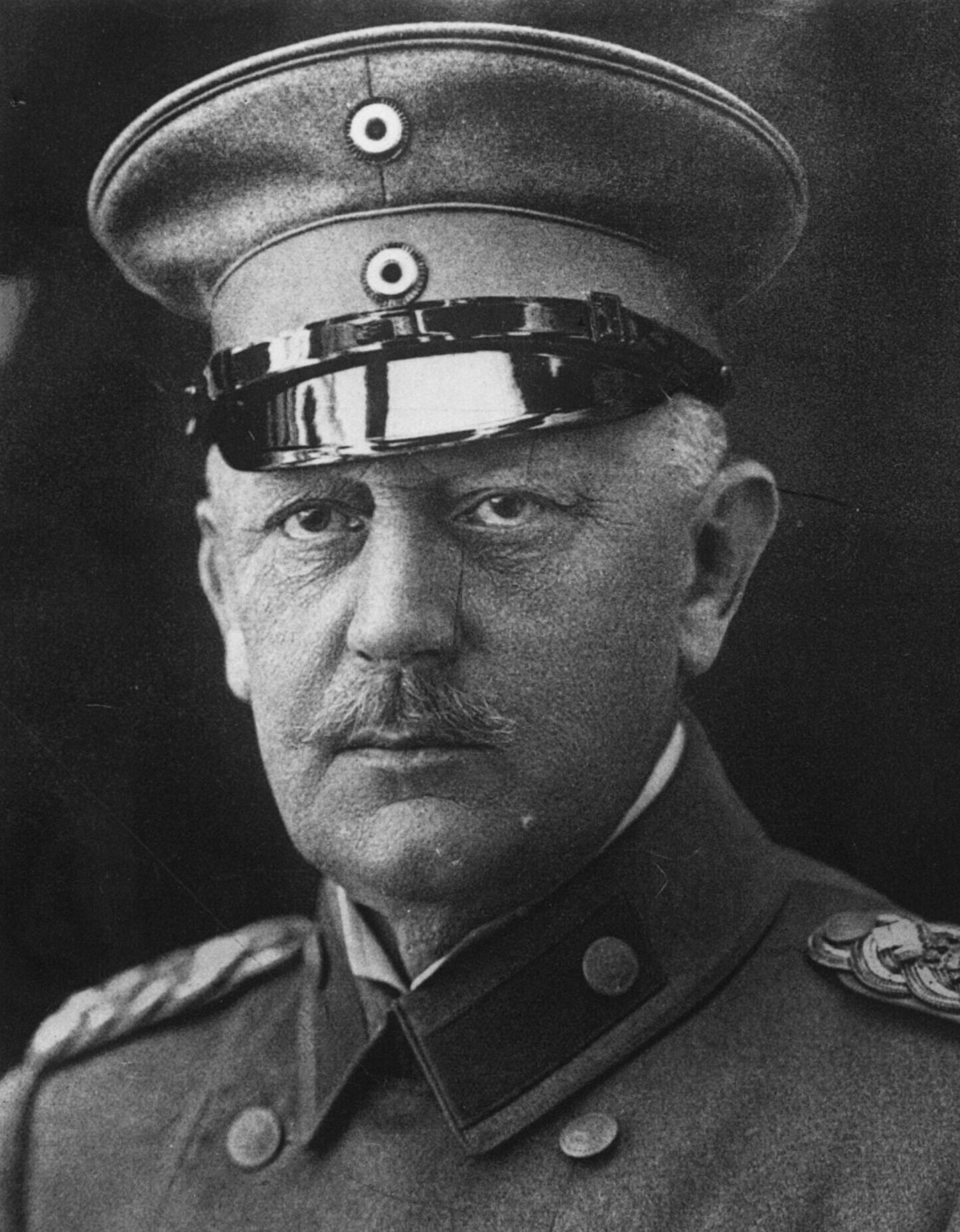
Le comte von Moltke, chef de l'état-major général en août 1914 guerre mondiale.

Si le commandant suprême théorique de l'armée est l'empereur, dans la pratique depuis la guerre austro-prussienne de 1866 c'est le chef du « Grand État-Major général » (le großer Generalstab, une institution fondée en 1808 dans le cadre des réformes prussiennes) qui donne les ordres au nom du Roi de Prusse. Ce principe est maintenu lors de la fondation de l'Empire allemand en 1871, le Grand État-Major général étendait son commandement aux troupes wurtembourgeoises, bavaroises, badoises ou hessoises (selon l'article 63 de la Constitution impériale). Son siège est à Berlin, sur la Königsplatz, dans un bâtiment de briques rouges, la Rotenhaus.
Le Grand État-Major général est indépendant des quatre ministères de la Guerre prussien, bavarois, saxon et wurtembergeois, et ne dépend pas du Reichstag ; de plus, le chef de l'État-Major (Generalstabschef) a un droit d'accès direct à l'empereur (Immediatvortrag. Ses missions sont la formation des officiers d'état-major (reconnaissable à la bande rouge de leur pantalon) et l'étude des plans de déploiement, renouvelés tous les ans.
Depuis 1906, le chef du Grand État-Major général est Helmuth Johannes Ludwig von Moltke (surnommé « Moltke le Jeune ») ; il est le neveu de Helmuth Karl Bernhard von Moltke (dit « Moltke l'Aîné »), l'ancien chef de l'État-Major général pendant les guerres de 1866 contre l'Autriche et de 1870-1871 contre la France. Le 2 août 1914, Moltke devient le « chef de l'État-Major général des armées en campagne », responsable de la concentration des troupes aux frontières puis des opérations. Pendant toute la mobilisation d'août 1914, le Grand État-Major est maintenu à Berlin, car il doit rester avec l'empereur. Une fois la concentration des troupes achevée, le commandement suprême s'installe  le 17 août à Coblence ; de là, il donne l'ordre de passer à l'offensive.[réf. souhaitée]

### Composition de l'état-major
Lors de la constitution de l'État-Major général au début de la mobilisation d'août 1914, Moltke est secondé par cinq sous-chef de l'état-major et par 262 officiers répartis en seize sections. Moltke n'exerce pas de contrôle direct sur la Kaiserliche Marine, qui dépend du Reichsmarineamt.
Les sections du Grand État-Major général sont réduites le 2 août 1914 au nombre de quatre :
- la section centrale (Zentral-Abteilung : gestion des courriers), confiée au colonel von Fabeck ;
- la section des opérations (Operationsabteilung : préparation et organisation des unités, ainsi que l'élaboration et la diffusion des ordres), dirigée par le lieutenant-colonel Gerhard Tappen ;
- la section des renseignements (Nachrichtenabteilung : informations sur les armées étrangères), commandée par le lieutenant-colonel Richard Hentsch, avec sous ses ordres la section III.b. (Geheime Nachrichtendienst des Heeres, ND : service secret d'espionnage et de contre-espionnage) du lieutenant-colonel Walter Nicolai ;
- la section politique (Politische Abteilung) du lieutenant-colonel Wilhelm von Dommes.

S'y rajoutent différents services spécialisés :
- l'intendance générale (Generalintendant des Feldheeres) du major-général Roderich von Schoeler ;
- le commandement de l'artillerie à pied (General der Fußartillerie) du général Ludwig von Lauter (de) ;
- le service des chemins de fer de campagne (Feldeisenbahnwesen) du lieutenant-colonel Wilhelm Grœner ;
- le service de la télégraphie (Telegraphiewesen) du major-général William Balck ;
- le service des munitions (Feldmunitionswesen) du lieutenant-général Ludwig Sieger ;
- le service de santé de l'armée en campagne (Feldsanitätswesen) du médecin-général Otto von Schjerning (de)[I 1] ;
- le service de la poste en campagne (Feldpostwesen) du Feldoberpostmeister Georg Domizlaff (de)Laparra et Hesse 2011, p. 55.

## Évolution de 1914 à 1919
La localisation et les dirigeants de l'OHL évoluent en fonction des combats.

### De nombreux déménagements

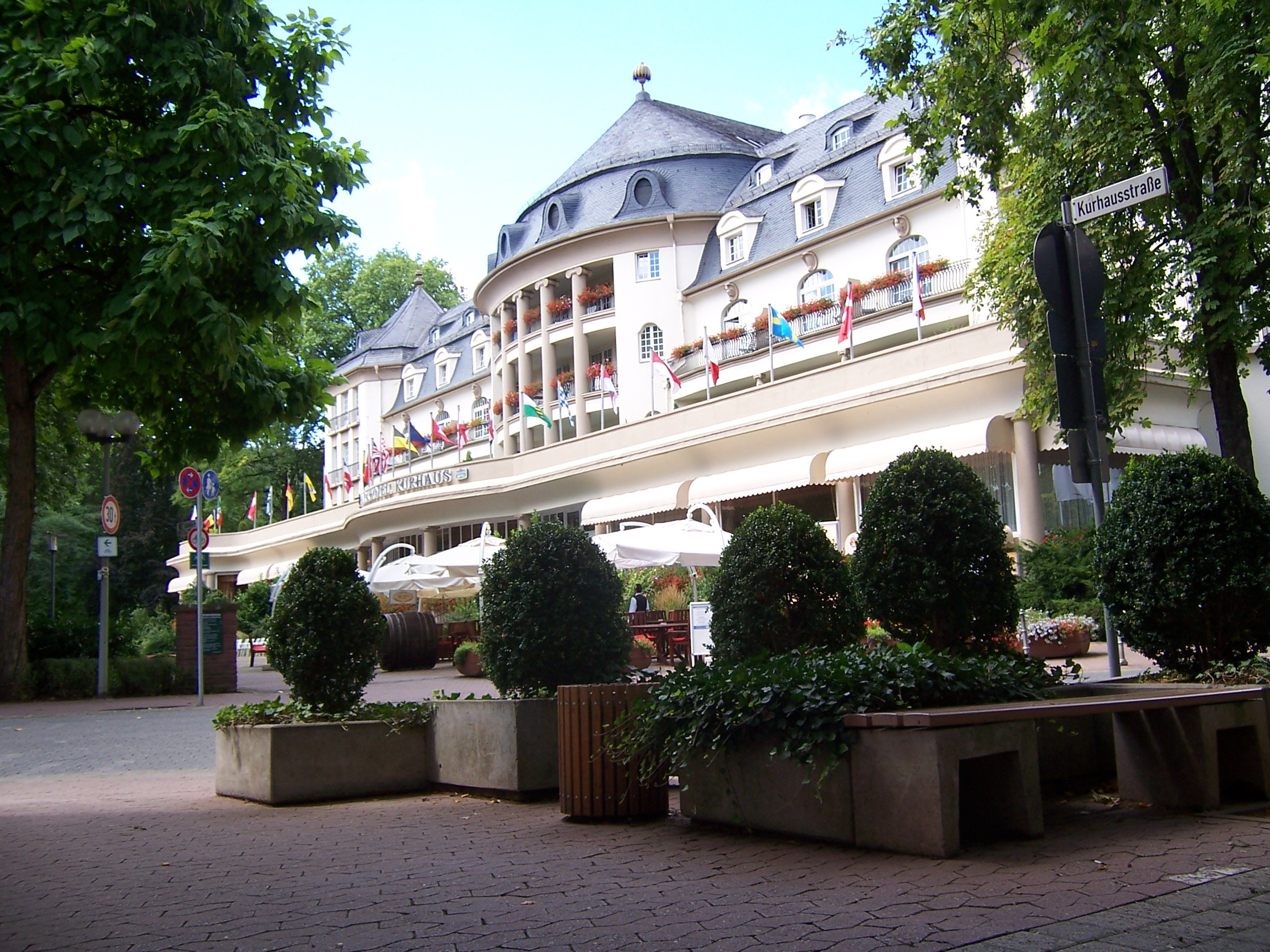
Le siège de l'OHL à Kreuznach, du mois de janvier 1917 au mois de mars 1918, de nos jours.

L'armée allemande étant engagée sur deux fronts, l'OHL va donc se rapprocher alternativement de chacun de ceux-ci en fonction des opérations militaires : à l'ouest en 1914 (batailles des Frontières et de la Marne), à l'est en 1915 (offensive de Gorlice-Tarnów), de nouveau à l'ouest pour la première moitié de 1916 (bataille de Verdun) puis à l'est pour la seconde moitié de 1916, avec un retour définitif à l'ouest en 1917 (offensive du printemps 1918), pour finir par se replier en Allemagne en novembre 1918.
- Berlin, du 2 jusqu'au 16 août 1914 ;
- Coblence, du 17 au 30 août 1914 ;
- Luxembourg, du 30 août au 25 septembre 1914 ;
- Charleville-Mézières, du 25 septembre 1914 jusqu'à avril 1915 ;
- château de Pleß en Haute-Silésie, d'avril 1915 à février 1916 ;
- Charleville-Mézières, de février à août 1916 ;
- Pleß, d'août 1916 à janvier 1917, à proximité du grand quartier général austro-hongrois, installé à Teschen[15] ;
- Bad Kreuznach, du 2 janvier 1917 jusqu'à mars 1918 (l'empereur réside alors au château de Bad Homburg) ;
- Spa, de mars jusqu'à novembre 1918 ;
- château Wilhelmshöhe près de Cassel, du 14 novembre 1918 jusqu'à février 1919 ;
- Kolberg, à partir du 11 février 1919.

### Moltke remplacé par Falkenhayn
À cause de l'état de santé de Moltke qui le force souvent à s'aliter, ses subordonnés prennent une partie importante des décisions de la fin d'août 1914 au début de septembre, notamment les chefs de section Gerhard Tappen (section opérations), Richard Hentsch (section renseignement) et Wilhelm von Dommes (section politique), à tel point que des historiens ont parlé d'un « conseil de direction » le remplaçant. Selon le major Hans Tieschowitz von Tieschowa (premier officier adjoint du chef de l'État-Major général), « Ces trois hommes furent ceux qui conduisirent effectivement les opérations jusqu'à la bataille de la Marne. À von Moltke, son état nerveux lui interdisait de travailler sérieusement »,.
L'empereur remplace Moltke le 14 septembre 1914 au soir par Erich von Falkenhayn (qui est alors le ministre de la Guerre du royaume de Prusse), officiellement pour des raisons médicales, mais dans le contexte de l'échec du plan allemand et de la défaite de la Marne.

### Hindenburg et Ludendorff
L'empereur change une nouvelle fois de chef de l'État-Major général le 28 août 1916, après la bataille de Verdun, nommant Paul von Hindenburg, assisté d'Erich Ludendorff (ce dernier ayant la fonction d'Ersten Generalquartiermeisters, « premier quartier-maître général »). Ce troisième OHL a pratiquement exercé une dictature militaire jusqu'à 1918.

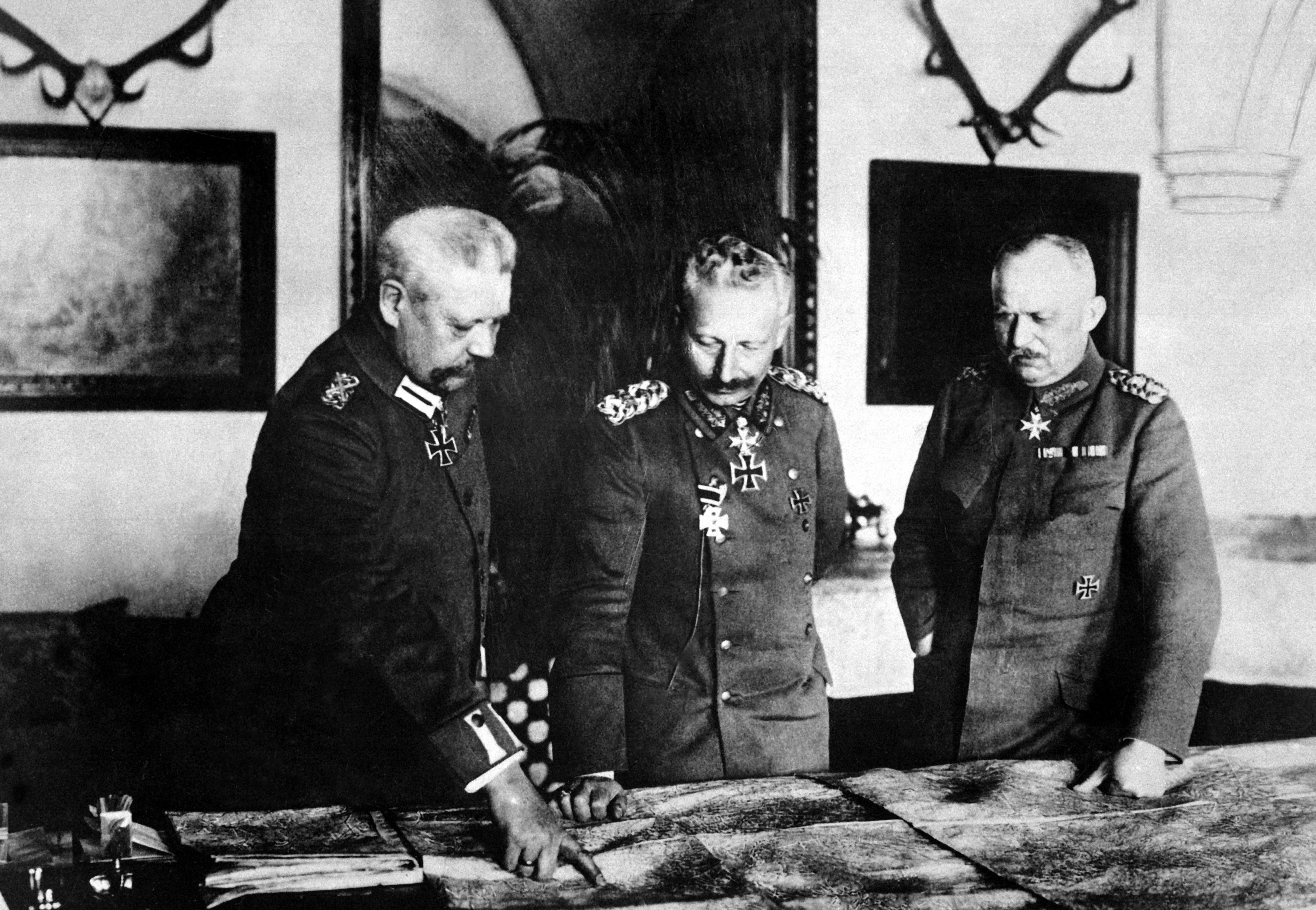
Hindenburg, Guillaume II et Ludendorff, 1917.
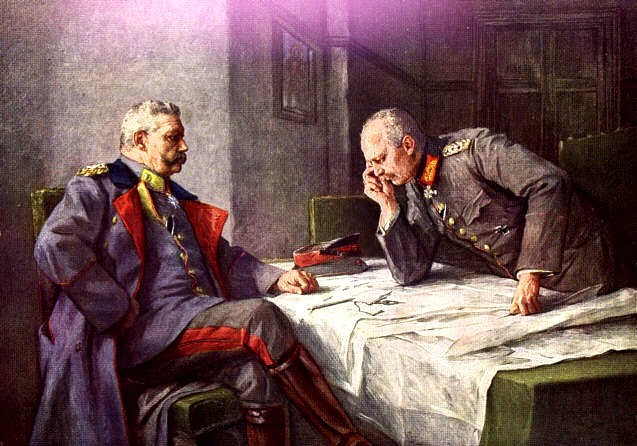
Hugo Vogel, Hindenburg und Ludendorff.

Ces derniers parviennent au commandement suprême des armées du Reich auréolés du prestige de leurs victoires sur le front de l'Est ; le poste de responsable de l'OHL est alors confié à Hindenburg, tandis que l'autorité de Ludendorff est assurée par la création du poste de premier quartier-maître général.

### L'OHL à la fin de la guerre
Sous la pression de Max de Bade, chancelier au sein d'un gouvernement initialement mis en place à la demande du grand quartier général, Ludendorff est renvoyé par l'empereur le 26 octobre 1918, mettant à sa place Wilhelm Grœner le 30 octobre 1918 (Hindenburg reste le chef jusqu'au 25 juin 1919). Ce renvoi est le fruit de l'opposition du général à la demande de Woodrow Wilson, exigeant une capitulation sans conditions du Reich.
L'empereur abdique le 9 novembre, il est remplacé à la tête de l'État par le Conseil des commissaires du peuple, qui négocie avec le chef de l'Armée dans un contexte révolutionnaire le pacte Ebert–Groener.
Grœner démissionne le 15 juillet 1919 pour protester contre les licenciements massifs d'officiers ; il est remplacé par Hans von Seeckt, mais le Grand État-Major général est presque aussitôt supprimé en vertu de l'article 160 du traité de Versailles. Son rôle est partiellement repris pendant la république de Weimar par le Truppenamt (bureau des troupes) au sein du ministère de la Reichswehr, jusqu'à 1935.

## La gestion du conflit par le haut commandement allemand

### Les liens avec les armées des Puissances centrales
Dès avant le conflit, des échanges de vue ont lieu avec le principal allié du Reich en Europe. Ainsi, des rencontres régulières ont lieu entre Moltke et Conrad von Hötzendorf, son homologue austro-hongrois, mais ces rencontres n'aboutissent pas à la mise en place de plans concertés et détaillés.
Rapidement, cependant, à partir du printemps 1915, l'OHL se rapproche du haut-commandement austro-hongrois, géographiquement, en s'installant à Pleß, à une heure de voiture de Teschen, siège du quartier général austro-hongrois. Dans ce cadre, les premières actions concertées du conflit sont planifiées, en Galicie, alors occupée par les Russes, tandis que les premières divergences dans la gestion stratégique du conflit apparaissent entre l'OHL et les austro-hongrois à propos de la gestion de la Serbie, les Allemands souhaitant réduire la Serbie, tandis que les Austro-hongrois souhaitent reconquérir la Galicie. Dans le même temps, la condescendance manifestée par les représentants du haut-commandement allemand contribue à remettre partiellement en cause les gains obtenus par le rapprochement géographique des deux quartiers généraux allemand et austro-hongrois.

### Un rôle politique de plus en plus affirmé au fil du conflit
Au fil du conflit, l'OHL prend une telle place dans la gestion politique du conflit que ses responsables gouvernent le Reich au travers de chanceliers choisis, à partir de la démission de Bethmann-Hollweg, pour leur docilité à leur égard. Lors des premières années du conflit, un partage des tâches semble se mettre en place entre le chancelier et le haut-commandement, le premier assurant le fonctionnement du gouvernement civil du Reich en guerre, le second la conduite des opérations militaires. En effet, dès 1915, les principaux chefs militaires, appuyés par l'OHL, insistent pour la mise en œuvre d'une guerre sous-marine à outrance ; ainsi, en février 1916, Falkenhayn se montre partisan de la reprise de cette politique, interrompue peu de temps après le torpillage de navires neutres, à la demande du chancelier, Bethmann-Hollweg, dont les vues s'imposent, malgré l'influence grandissante des militaires dans la gestion politique du conflit.
Le 29 août 1916 constitue une rupture dans la gestion du conflit par le Reich. En effet, dès le jour de leur nomination, Hindenburg et son adjoint, Ludendorff, mettent en place de nouvelles modalités de fonctionnement entre le pouvoir civil et le pouvoir militaire. Rapidement, les rapports se tendent entre le chancelier fédéral et le premier quartier maître général ; la poursuite de la guerre sous-marine en fournit le prétexte, Ludendorff, partisan de la poursuite et de l'extension de ce mode de lutte étant soutenu par la droite parlementaire.
Au printemps 1917, notamment lors de la conférence de Kreuznach du 23 avril, l'OHL souhaite voir précisés non seulement les objectifs poursuivis par le Reich, mais aussi les buts de guerre de la double monarchie. À ce moment, les deux principaux responsables militaires assument la réalité du gouvernement du Reich, l'Empire allemand étant devenu de fait une dictature militaire, Ludendorff restant fidèle à l'empereur, suggérant à l'empereur et à son chancelier les mesures qu'il souhaite voir adoptées dans le cadre de la poursuite du conflit : se succèdent ainsi à la chancellerie, Georg Michaelis, Georg von Hertling puis Max de Bade, soumis à l'OHL, en dépit des apparences de parlementarisation du Reich.

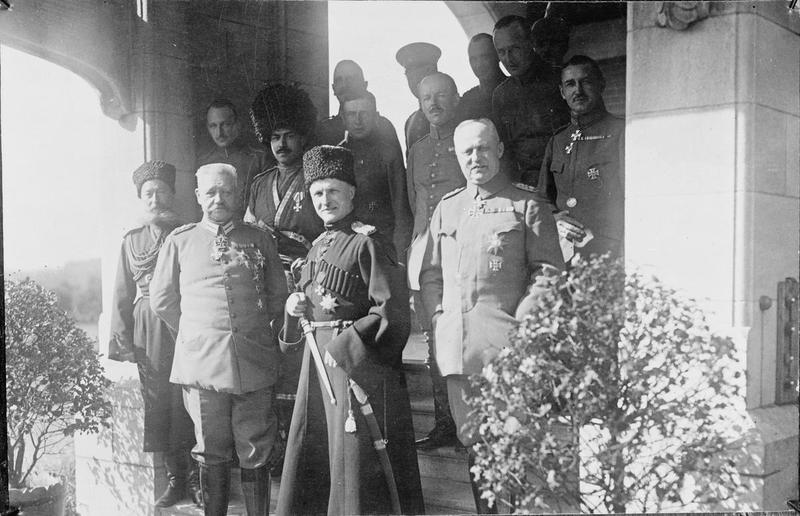
Septembre 1918 Erich Ludendorff et Paul von Hindenburg recevant Pavlo Skoropadsky, collection Geiser Theodore.

Ainsi, lorsque, en septembre 1918, Hindenburg et Ludendorff reconnaissent devant le chancelier du Reich le caractère sans issue de la situation militaire du Reich, les solutions qu'ils proposent ne sont pas discutées, ni le 29 septembre, lors de la dernière grande conférence réunissant les responsables politiques et militaires du Reich, ni après. À la suite de la nomination de Max de Bade, prince libéral jusqu'alors tenu dans l'ignorance de la réalité de la situation, le pouvoir du haut-commandement est remis en cause une dernière fois par le chancelier nouvellement nommé, mais la réponse sans équivoque de l'empereur oblige ce dernier à se soumettre au souhait de son État-Major et à demander rapidement un armistice, qui parvient aux Alliés le 6 octobre.

### Buts de guerre de l'OHL
Rapidement, le haut-commandement exerce une influence grandissante dans la formulation des buts de guerre du Reich. 
En effet, lors des négociations de l'automne 1916 entre le Reich et ses alliés, le chancelier du Reich est obligé de formuler explicitement les buts de guerre de l'Empire. Avant leur envoi aux autres membres de l'Alliance, Bethmann-Hollweg les soumet à l'approbation des militaires le 4 novembre 1916 ; les objectifs fixés par le chancelier sont revus et précisés par Hindenburg : la note prenant en compte les objections des militaires, envoyée à Vienne, mentionne alors de vastes annexions en Pologne, dans les pays baltes, le rattachement de la Belgique à la sphère économique du Reich, l'annexion au Reich du Luxembourg, des rectifications de frontières au profit du Reich en Lorraine française, plaçant la totalité du bassin minier sous contrôle allemand, la récupération des colonies conquises par les alliés, ainsi que l'incorporation à l'empire colonial allemand des Congos belge et français.

### Des relais dans l'opinion allemande
Dès le début du conflit, les responsables militaires de l'OHL s'appuient sur les conservateurs prussiens et les groupes pangermanistes et annexionnistes pour imposer leurs vues au sein de la population allemande. Ainsi, lors du débat sur la poursuite de la guerre sous-marine, en octobre 1916, la droite du Reichstag soutient la position des deux chefs de l'OHL, contre le chancelier, soutenu par la gauche.

### L'OHL et la sortie du conflit
Après le 8 août 1918, le « jour de deuil » pour l'armée allemande, selon le mot de Ludendorff, les responsables militaires du Reich masquent au gouvernement civil l'ampleur de la défaite des armées des puissances centrales. 
La demande d'armistice bulgare est connue à Spa, où siège le haut-commandement allemand, le 27 septembre 1918 et pousse les Dioscures à tenter de mettre en place des contre-mesures, qui rapidement s'avèrent inefficaces ; dans les heures qui suivent, lors de la conférence de Spa du 29 septembre, la dernière du conflit, les responsables politiques du Reich, jusqu'alors tenus dans l'ignorance de la situation militaire et politique sont informés de sa gravité (l'armée allemande est à bout, le territoire hongrois est menacé à court terme) ; cette gravité est telle que Hindenburg, Ludendorff et l'ensemble de leurs subordonnés jugent nécessaire de demander la cessation rapide des hostilités. 
Au cours des jours qui suivent, l'OHL et ses représentants s'activent afin d'accélérer la mise en place d'un nouveau gouvernement pour adresser aux alliés une demande d'armistice. Ludendorff obtient ainsi la démission du chancelier, Georg von Hertling, et la nomination de Max de Bade le 4 octobre 1918. Quelques jours auparavant, devant l'ampleur de la défaite qui se profile, Ludendorff ordonne au nouveau chancelier d'entamer des pourparlers de paix afin de mettre fin au conflit. 
Une fois ce dernier nommé, Hindenburg, puis Ludendorff multiplient les appels anxieux afin de tenter de sauver leurs armées, qui, jusqu'au 2 octobre, retraitent en bon ordre face aux offensives alliées ; cette multiplication d'appels au cessez-le-feu incite les membres du nouveau gouvernement à penser que la situation est militairement désespérée. Le 3 octobre, le nouveau gouvernement, à la demande de l'OHL, fait parvenir aux Alliés une note demandant les conditions alliées de cessation des hostilités ; la réponse alliée à la demande d'armistice, le 23 octobre, pousse Ludendorff à se désolidariser du gouvernement en démissionnant le 26 octobre.
Cependant, la demande d'armistice austro-hongroise et sa signature transforment la situation ; le Grand Quartier général allemand prend conscience de la menace directe sur la Bavière et de l'absence de moyens pour la parer efficacement, puis annonce au chancelier, le 6 novembre, la nécessité de mettre fin aux combats le plus rapidement possible, tandis que ce dernier, soutenu par les officiers en poste à Spa, informe le chef suprême de l'armée allemande qu'il doit abdiquer afin de sauver la monarchie.